# سالم (شاعر)
عبدالرحمان بگ صاحبقران متخلص به سالم بابان از شاعران غزلسرای کرد، در سال ۱۸۰۰ میلادی در سلیمانیه به دنیا آمد. وی از خاندان صاحبقران و پسر عموی مصطفی بگ صاحبقران متخلص به کردی و دایی نالی شعرای ادبیات کرد است..

## اشعار سالم
درون مایه بیشتر اشعار وی غنایی، عرفانی و فلسفی است و بیشتر به غزل سرودن مشهور است. اشعار او وزن دارند و کاربرد واژه ها و اصطلاحات قرآنی، عرفانی و فلسفی در آنها به وفور دیده می شود. در شعرای فارس بیشتر تحت تأثیر حافظ و کلیم همدانی و در میان شعرای کرد بیشتر تحت تأثیر نالی قرار داشت. سالم به زبان های کردی، عربی و فارسی شعر سروده است.

## نمونه شعر فارسی
بر ســـر مــصحف رو زلـــف چــلیـپا داری
تو پریچــهره مـــگر دین مسـیـحــــــا داری؟
زده ای طره ی شبرنگ بران صفحه ی رخ
روز و شب مجلس کــــــافر به کلـیسا داری
قصد قتلم نه به تنــها کـــند آن دیده ی مست
خون صـد طـــایفه در گــردن میـــنـا داری
زلف یلـــــدا به رخ ســــال تـوان دیــد شـبی
این چه سری است به یک ماه دو یلدا داری؟

## نمونه شعر کردی
| ساقی له په‌رده ده‌رهات جامی شه‌رابی هێنا          |  | دڵ خیره ما له حه‌یره‌ت مه‌ھ ئافتابی هێنا   |
| یه‌ک زه‌ڕڕه عه‌کسی پڕته‌و، ده‌رکه‌وت و تووری سووتاند |  | ئاوێنه سه‌خت‌ڕوو بوو، له‌و عه‌کسه تابی هێنا |
| تیماری چاکی سینه‌م، ڕاجع به چاوی مه‌سته          |  | به‌ختیش موافیقی عه‌شق، بۆ من خه‌رابی هێنا  |
| یارم له ئه‌نده‌روون هات، ده‌ستی ڕه‌قیب له‌ ده‌ستا    |  | غه‌مناک و شادمانم، ڕه‌حمه‌ت عه‌زابی هێنا    |
| بۆ تۆبه سوویی مزگه‌وت، هاتم بچم له ڕێدا         |  | بۆ کۆیی مه‌یفرۆشان، عه‌زمم شتابی هێنا     |
| ڕوو هه‌ر له‌ من ئه‌پۆشێ، وا حاڵیه که جبریل        |  | هه‌ر خاسه بۆ من و ئه‌و، ئایه‌ی حیجابی هێنا |
| وه‌ی‌وه‌ی چ مه‌جلسێ بوو، دوێنێ له ده‌بده‌به‌ی دڵ      |  | دڵبه‌ر شه‌رابی گێـڕا "سالم" که‌بابی هێنا   |